# Sugar Tax
 (mai 2018).
Si vous disposez d'ouvrages ou d'articles de référence ou si vous connaissez des sites web de qualité traitant du thème abordé ici, merci de compléter l'article en donnant les références utiles à sa vérifiabilité et en les liant à la section « Notes et références ».
Albums de Orchestral Manoeuvres in the Dark
The Pacific Age
(1986) Liberator
(1993)
Sugar Tax est le huitième album studio du groupe Orchestral Manoeuvres in the Dark, réalisé le 7 mai 1991 où Andy McCluskey entame seul la deuxième décennie du groupe, recrutant de nouveaux musiciens dont Phil Coxon et Nigel Ipinson.
Le style pop/rock a disparu, OMD retourne à ses origines, un son exclusivement électronique et l'utilisation de chœurs et samples vocaux, un mélange entre Organisation et Architecture & Morality.
L'album est plus calme et travaillé, les mélodies fraiches et dynamiques, les sonorités harmonieuses, un nouveau style est donné. On peut entendre des morceaux calmes et éthérés tels que Walk Tall, Big Town, Then You Turn Away ou d'autres plus énergiques comme Speed of Light ou le single Pandora's Box. On peur noter aussi la reprise du titre Neon Lights du groupe électronique allemand Kraftwerk dont McCluskey est très fan.
Ce nouvel album studio très honorable permet au groupe de renouer avec un succès tel qu'il n'en avait pas connu depuis plusieurs années, notamment en Angleterre où il atteint le Top 5.

## Liste des pistes
1. Sailing on the Seven Seas - 3:45
2. Pandora's Box - 4:09
3. Then You Turn Away - 4:17
4. Speed of Light - 4:29
5. Was It Something I Said - 4:29
6. Big Town - 4:19
7. Call My Name - 4:23
8. Apollo XI - 4:13
9. Walking on Air - 4:49
10. Walk Tall - 3:55
11. Neon Lights - 4:19
12. All That Glitters - 4:06